# Ferdinando Sanfelice

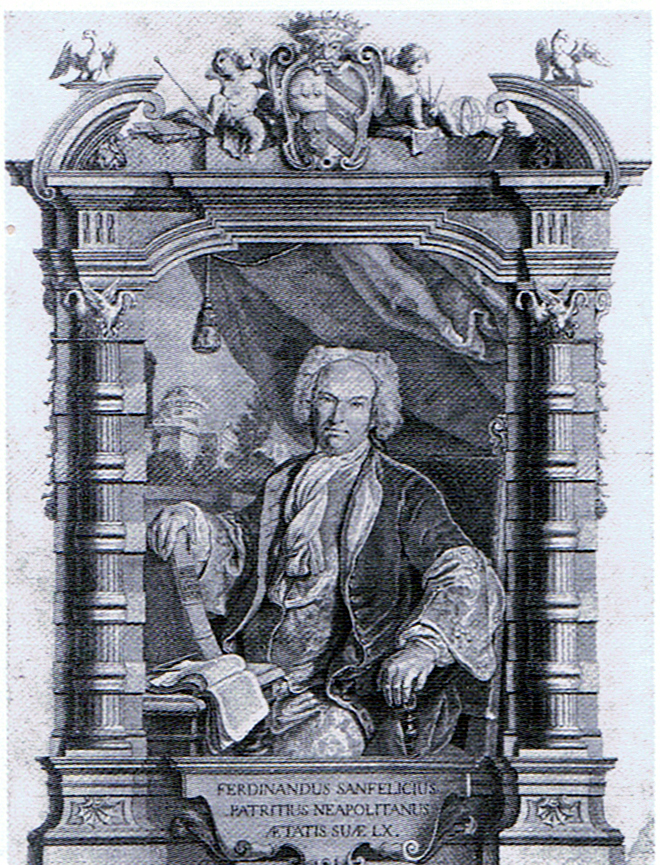
Ferdinando Sanfelice nel 1735, all'età di sessant'anni. Probabile ritratto di Solimena

Ferdinando Sanfelice (Napoli, 18 febbraio 1675 – Napoli, 1º aprile 1748) è stato un architetto, pittore e nobile italiano di epoca barocca, attivo a Napoli, Nardò e Salerno all'inizio del XVIII secolo. Ferdinando Sanfelice è stato uno degli architetti più creativi del Settecento napoletano, famoso soprattutto per i monumentali scaloni aperti da lui costruiti.

## Biografia

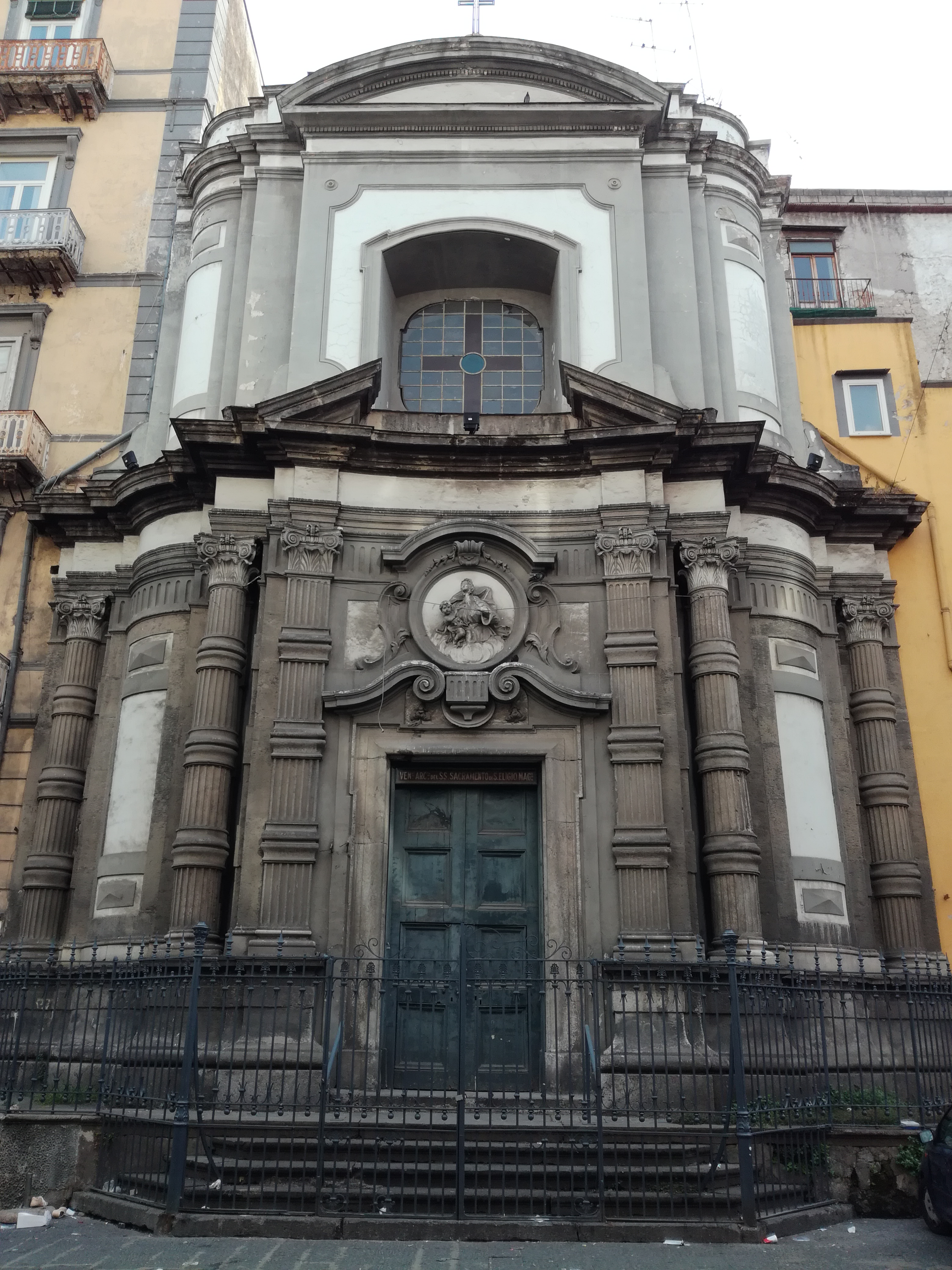
La facciata della chiesa di Santa Maria Succurre Miseris ai Vergini: il secondo ordine fu completato frettolosamente in un secondo momento

La fonte principale per le notizie riguardanti la sua vita è la biografia scritta dal suo amico Bernardo De Dominici, e pubblicata nel 1745, quando l'architetto era ancora in vita. Il pittore e storico dell'arte Bernardo De Dominici descrisse la figura di Sanfelice: "È il nostro Sanfelice di statura alta e, di robusta e proporzionata complessione, di color bianco, occhi negri, pelo biondaccio."

### La formazione

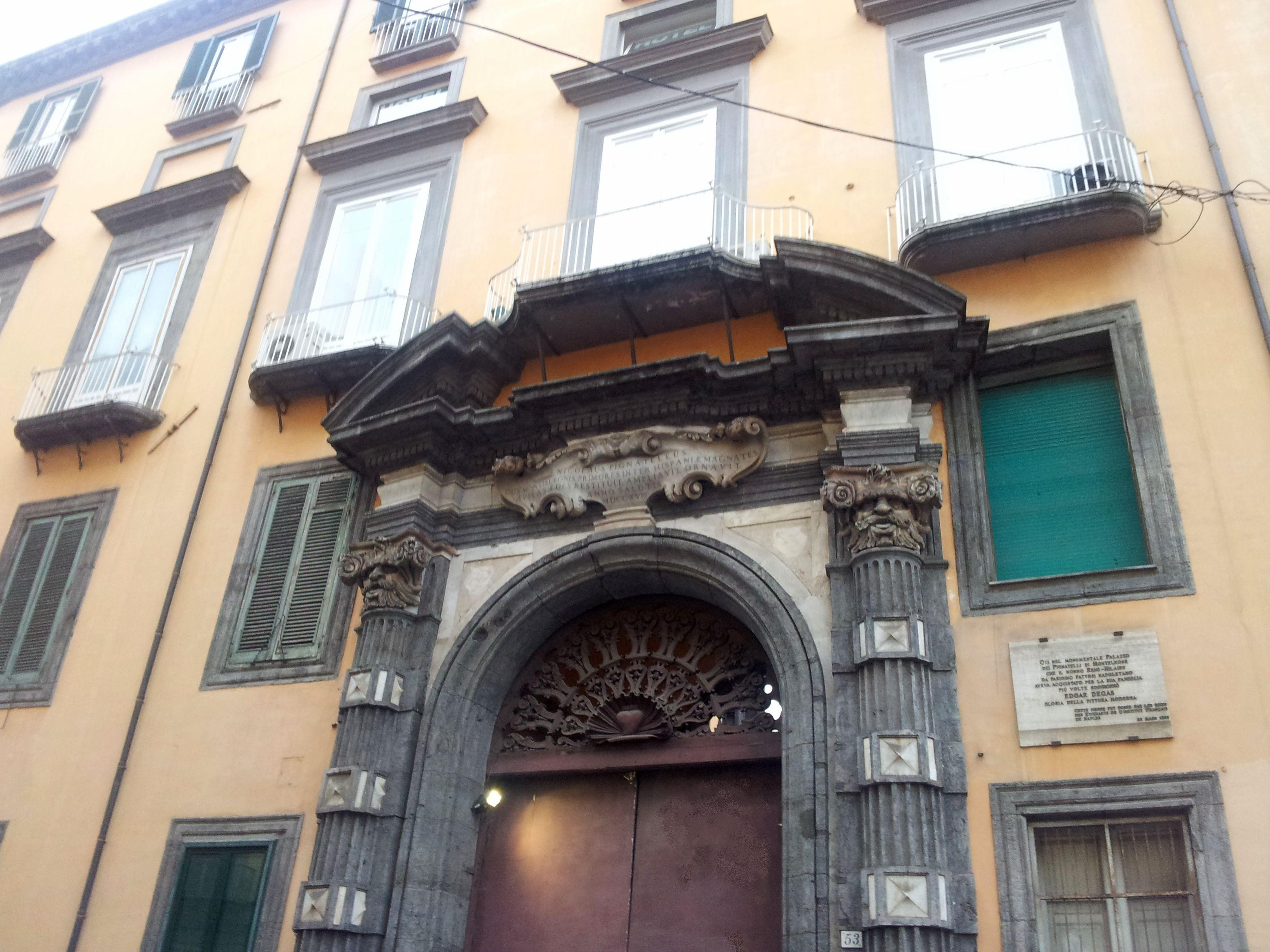
Il portale di palazzo Pignatelli di Monteleone

Il 18 febbraio 1675 nacque Ferdinando Sanfelice da Camillo, esponente della nota famiglia Sanfelice, e da Ippolita Moccia. Ferdinando era il loro settimo figlio e sin da ragazzo era invogliato dalle arti meccaniche. Bernardo De Dominici ci informa ancora che Ferdinando: "Sin dalla sua fanciullezza era invogliato dell'arti meccaniche, così in far frutti di cera, li presepi con tanta esquisitezza eseguiti, che dava meraviglia a ciascuno che li vedeva, e ricamando le sue sorelle in casa, spesso si poneva a ricamare con esse e le superava nella bellezza del lavoro, e dandoli regola per ben ombrare i fiori e nell'età di sette anni dipinse una soffitta di carta nella sua villa di Ottajano...". Il padre Camillo indirizzò il figlio verso studi giuridici e umanistici la stessa fonte rivela una personalità molto perspicace: "Ed essendosi applicato ne' suoi primi anni alle lettere si fe' ammirare per un ingegno elevato, dando speranza di avere a riuscire uno de' letterati della sua età, avendo imparato fra breve tempo la latina e greca lingua, e compiuto li studii di filosofia, matematica, e legge, e superava sempre i suoi condiscepoli, si è dilettato di poesia così italiana come latina, vedendosi le sue composizioni stampate in più raccolte." Tuttavia non abbandona gli studi, che prosegue sotto la guida di Carlo Majelli, professore di filosofia, e di Luca Antonio Porzio e Antonio di Monforte entrambi matematici.
Nel 1691 morì il padre Camillo e al fratello Antonio (Napoli, 2 luglio 1659 – Nardò, 1º gennaio 1736) fu affidato il compito di educare Ferdinando. Grazie al fratello, Ferdinando si avvicinò ancora di più all'architettura grazie alla promozione del restauro della basilica di Santa Restituta voluto dai canonici Sanfelice, Corcione, Matina e Carlo Celano e affidato ad Arcangelo Guglielmelli, Lorenzo Vaccaro e Bartolomeo Ghetti. Nel medesimo anno sempre Antonio mostrò a Francesco Solimena diversi dipinti del giovane, facendo entrare Ferdinando nell'entourage del Solimena.
Nel 1698 sposò Agata Ravaschieri, la coppia ebbe tredici figli dei quali sopravvissero solamente tre: Camillo, Agnese (monaca del monastero di Donnalbina) e Fortunata. Nel 1700 dipinse una pala d'altare per la chiesa di San Carlo all'Arena.

### Gli esordi

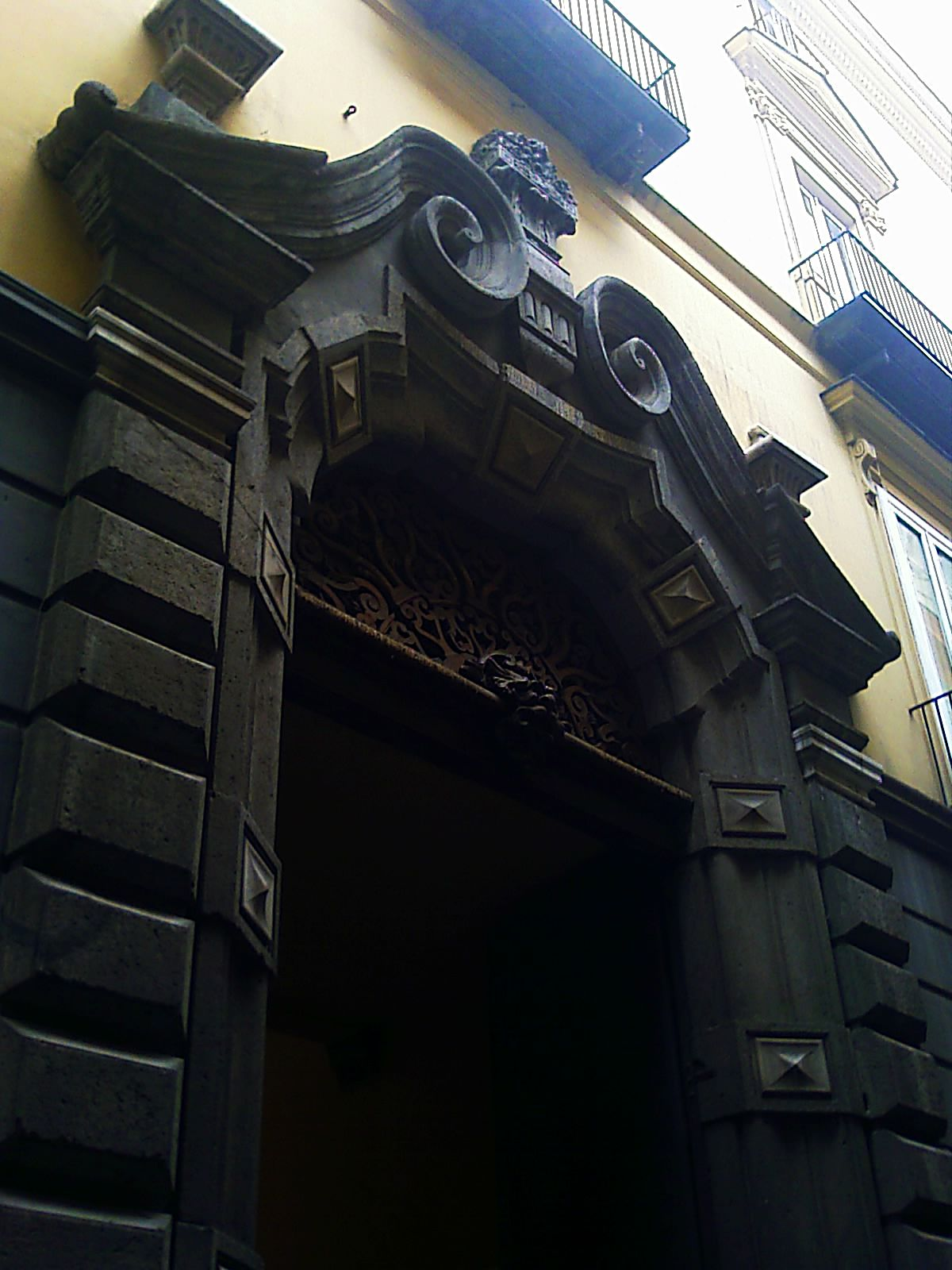
Portale di Palazzo Filomarino

Il primo incarico fu la realizzazione, nel 1701, della Castellana eretta nella reale cappella del Tesoro di san Gennaro per i funerali di Carlo II di Spagna. Nel medesimo anno iniziò a lavorare presso i Deputati della Cappella del Tesoro di San Gennaro realizzando macchine da festa per la festività di San Gennaro il 19 settembre e dagli Eletti della Città di Napoli ebbe come incarico la risistemazione del Santuario di San Gennaro alla Solfatara, insieme a Lorenzo Vaccaro.
Venne eletto come rappresentante e revisore in diverse cariche pubbliche e nel 1706 disegnò i piperni del palazzo Capuano e dal 1705 lavorò presso la chiesa di San Giovanni a Carbonara con la realizzazione della scalinata nel 1708. Nel medesimo periodo di tempo progettò gli stucchi e l'altare della chiesa della Redenzione dei Cattivi con la partecipazione di Domenico Antonio Vaccaro nella realizzazione dell'altare.
Dal 1707 al 1709 si occupò della ristrutturazione del palazzo Ravaschieri di Satriano e nel 1708 pubblicò il Parere di D. Ferdinando Sanfelice circa il riparo da darsi alla cupola della cappella del Tesoro di S. Gennaro e nel 1709 fu completata l'Edicola di San Gennaro presso la chiesa di Santa Caterina a Formiello con la partecipazione degli scultori Lorenzo e Domenico Antonio Vaccaro.

### La maturità artistica e le esperienze di Nardò e di Salerno

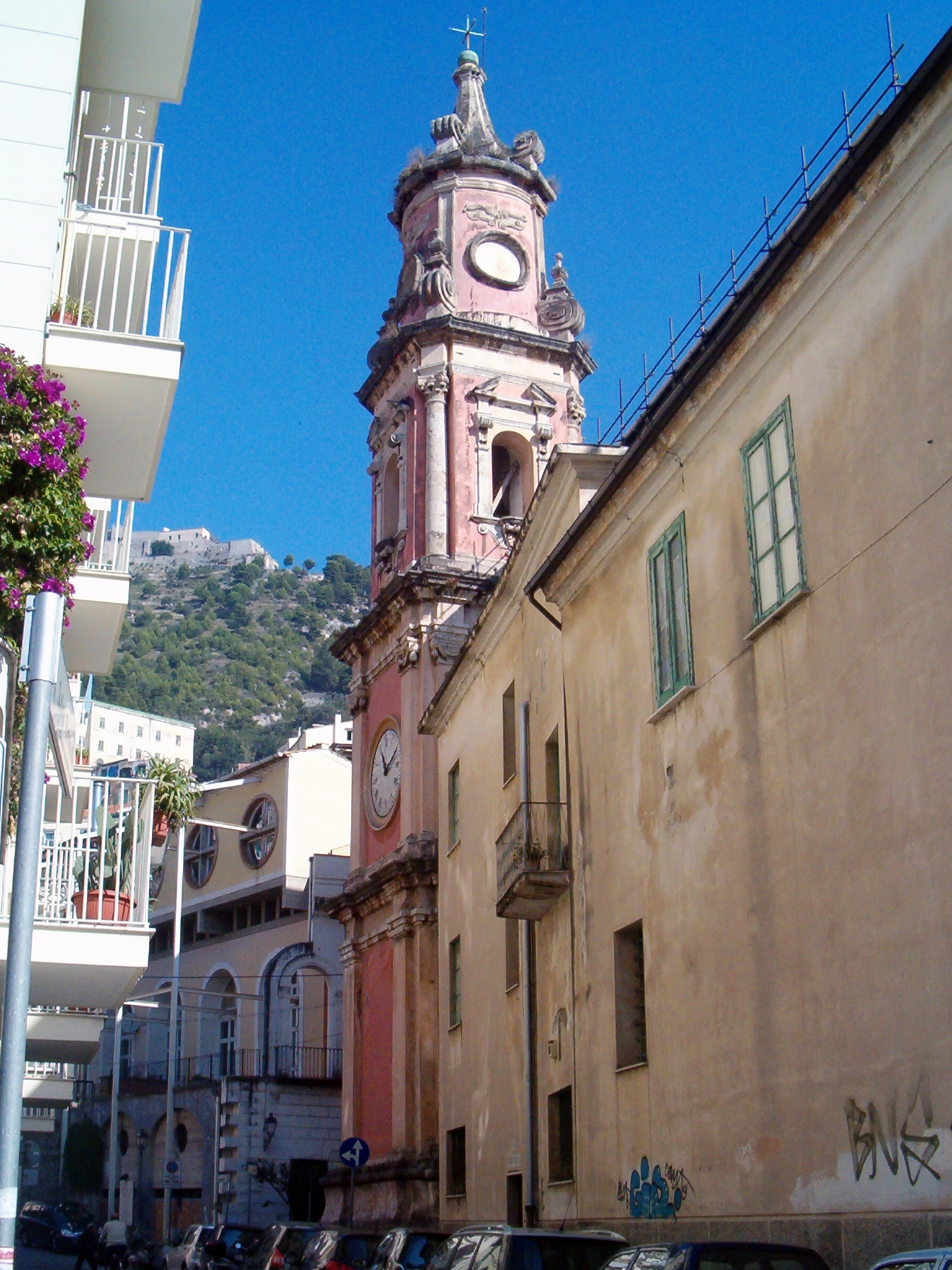
Campanile dell'Annunziata a Salerno

Dal 1709 al 1716 fu attivo presso il palazzo dei Duchi di Casamassima, dove progettò le decorazioni e una porta in legno intarsiato oggi scomparsa, tra settembre e ottobre 1710 disegnò un lavamano e le decorazioni in marmi nella chiesa di Santa Maria della Misericordia ai Vergini, degli altari nella basilica di San Lorenzo Maggiore e all'allargamento del portale di Palazzo Staibano al vico Purgatorio ad Arco. Nel 1711 fu significativo il suo intervento nel Duomo di Amalfi. Per il principe Emanuele Maurizio di Lorena progetta a partire dal 1711 Villa d'Elboeuf a Portici. Durante i lavori di costruzione del "Padiglione estivo" in Resina, attuale Ercolano, un contadino scavando un pozzo artesiano rinviene i primi resti della città sepolta di Ercolano e il principe acquista il pozzo e con i reperti che vengono ritrovati abbellisce la sua villa in costruzione. Più tardi (1738) la villa viene incorporata nel parco della nuova reggia di Portici. Nel 1713 progettò le decorazione del Palazzo Petra, appartenuto a don Nicola Petra, e nel 1714 fu autore delle cappelle di San Nicola di Bari e di San Gaetano nella chiesa dei Santi Apostoli.
Il fratello Antonio fu nominato vescovo di Nardò il 28 novembre 1707 e Ferdinando fu attivo presso la città pugliese dal 1710; nel 1714 fu operativo presso la basilica cattedrale Santa Maria Assunta dove disegnò complessivamente la facciata, nel convento della chiesa di San Domenico, nella chiesa di Santa Chiara e nella chiesa di Santa Maria della Purità. In quest'ultima chiesa si risentono le reminiscenze borrominiane nella composizione della facciata. Nella chiesa di San Trifone eseguì una tela raffigurante San Gregorio Armeno.

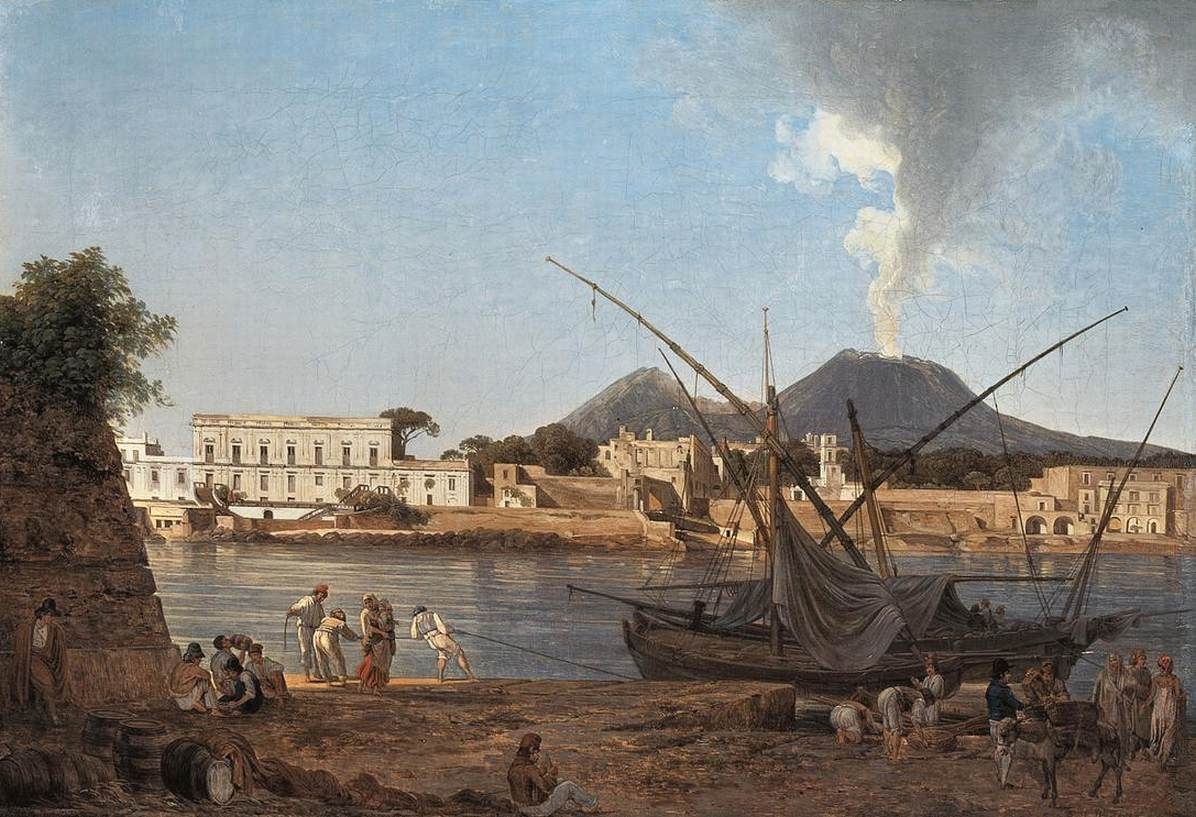
Villa d'Elboeuf di Portici in un dipinto di Joseph Rebell del 1818

Nel 1715 progettò gli ornamenti per i soffitti di Palazzo Ischitella e nel medesimo anno sovraintese ai lavori del cappellone dell'Immacolata nella Chiesa dei Santi Apostoli, il cappellone si configura specularmente al cappellone dei Filomarino del Borromini. Nel 1717 realizzò il pavimento e la balaustra del presbiterio della Chiesa di San Giorgio dei Genovesi e disegnò un soffitto per il palazzo Casamassima.
Nel 1718, per disposizioni volute da don Giovan Battista Ravaschieri reggente di Roccapiemonte, fu edificata la chiesa della Beata Vergine dei Sette Dolori e contemporaneamente iniziarono i lavori di rifacimento del palazzo Serra di Cassano a Pizzofalcone. Nel 1718 preparò i disegni per il Cappellone della Pentecoste (o Lembo) nella Cattedrale di Salerno, per l'esecuzione dell'opera ci saranno Francesco Solimena, Francesco De Mura e Matteo Bottiglieri. A Salerno rimase fino agli anni trenta con la costruzione del campanile della chiesa della Santissima Annunziata, di Palazzo d'Avossa e di Palazzo Conforti, oltre la radicale ristrutturazione della chiesa di San Giorgio e del Duomo. Intorno al 1720 iniziarono i lavori di Palazzo Palmarice dove successivamente Paolo De Matteis eseguì diverse tele per la galleria del Principe, della chiesa di Santa Maria Succurre Miseris ai Vergini e del palazzo Pignatelli di Monteleone, nel cantiere di quest'ultimo vi parteciparono Andrea e Nicola Tagliacozzi Canale.

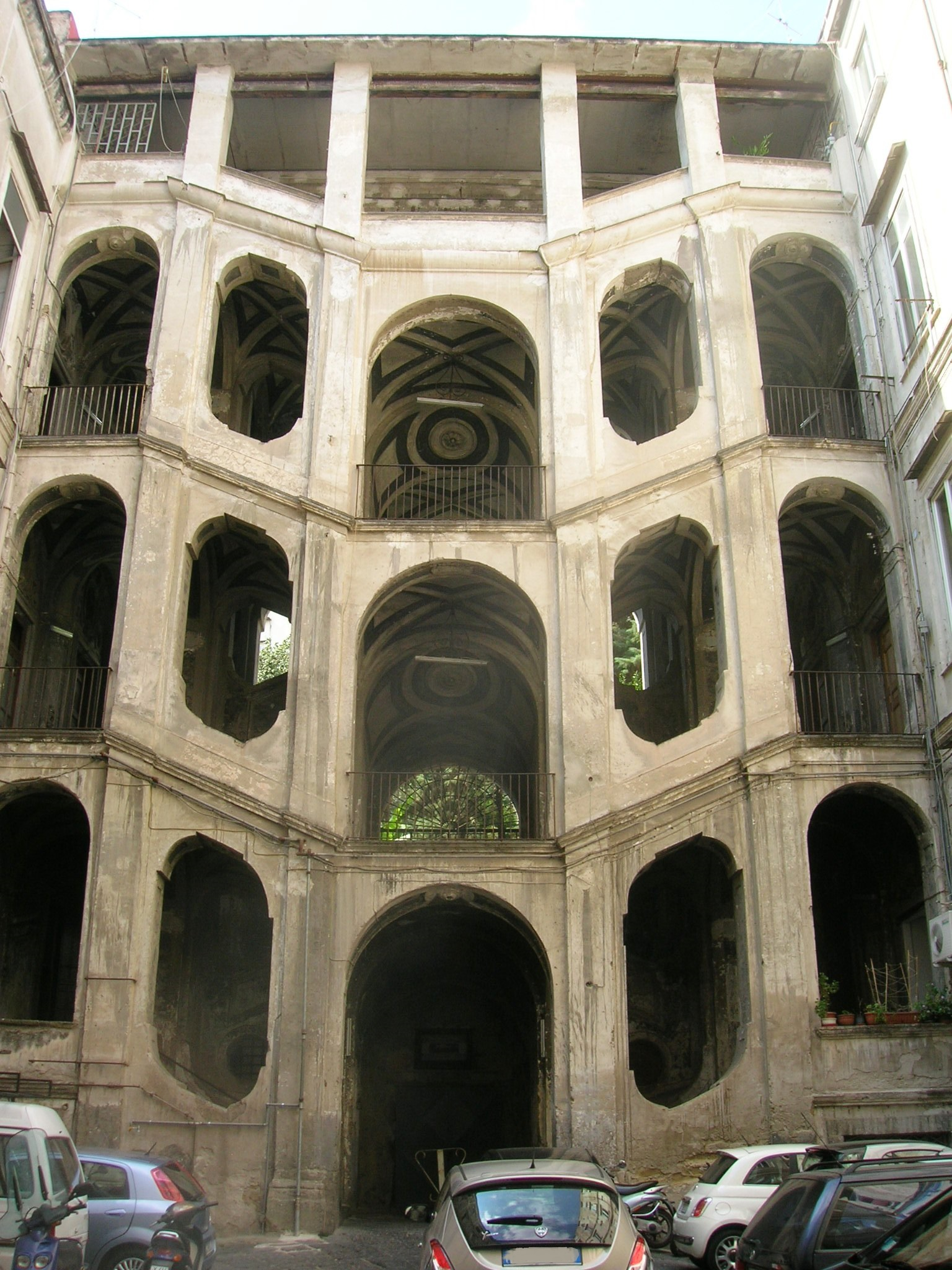
Palazzo Sanfelice, scala

Al 1720 risale la Castellana fatta per il Funerale di Eleonora di Neoburgo, imperatrice e consorte dell'imperatore Leopoldo I d'Asburgo, e progettò la chiesa di Santa Chiara a Nola. Nel 1726 lavorò alle decorazioni del Palazzo di Majo e contemporaneamente continuarono i lavori del proprio palazzo di famiglia, palazzo Sanfelice, iniziati nel 1724 e che termineranno due anni dopo, nel 1728. Inoltre, anche i lavori di consolidamento e di rifacimento della chiesa di Santa Maria Donnalbina e della villa Giannone a Due Porte furono condotti in questo periodo di tempo. Nel 1731 disegnò la Castellana per il giureconsulto napoletano Gaetano Argento nella cappella di famiglia edificata su progetto del Sanfelice già nel 1719 nella chiesa di San Giovanni a Carbonara. Nel novembre 1731 fu completato il portale del palazzo Filomarino. Il successivo anno progettò per il convento di San Giovanni a Carbonara la biblioteca a pianta stellata in una torre della murazione aragonese. Dal 1731 al 1734 costruisce una chiesa a Ripabottoni, piccolo centro del Molise a poca distanza da Lucito, il cui marchese era suo genero.
Con un atto del 23 maggio 1734 risale il disegno della facciata della basilica di San Lorenzo Maggiore per l'ingresso di Carlo III di Spagna in città e collabora con altri nobili delle famiglie Dentice e Caracciolo alla sistemazione della statua del dio Nilo. Nel 1737 progettò ed edificò la chiesa di Santa Maria della Consolazione a Villanova e probabilmente risale al medesimo periodo la chiesa di Santa Maria del Faro a Marechiaro. Nel 1738 fu operativo presso la nuova famiglia reale, gli venne commissionata una fiera per le nozze di Carlo di Borbone in Largo di Castello. Sempre in quell'anno, inoltre, il Sanfelice sarà esecutore dell'opera forse più rilevante della sua carriera e del panorama architettonico napoletano: il palazzo dello Spagnolo. Per questo edificio l'architetto napoletano riuscì a dare un'interpretazione dello spazio e dello stile in maniera straordinaria, vedendo il culmine dell'opera concentrato nella scalinata aperta sul cortile ad "ali di falco", differenti rispetto a quelle del palazzo Sanfelice costruito qualche anno prima.

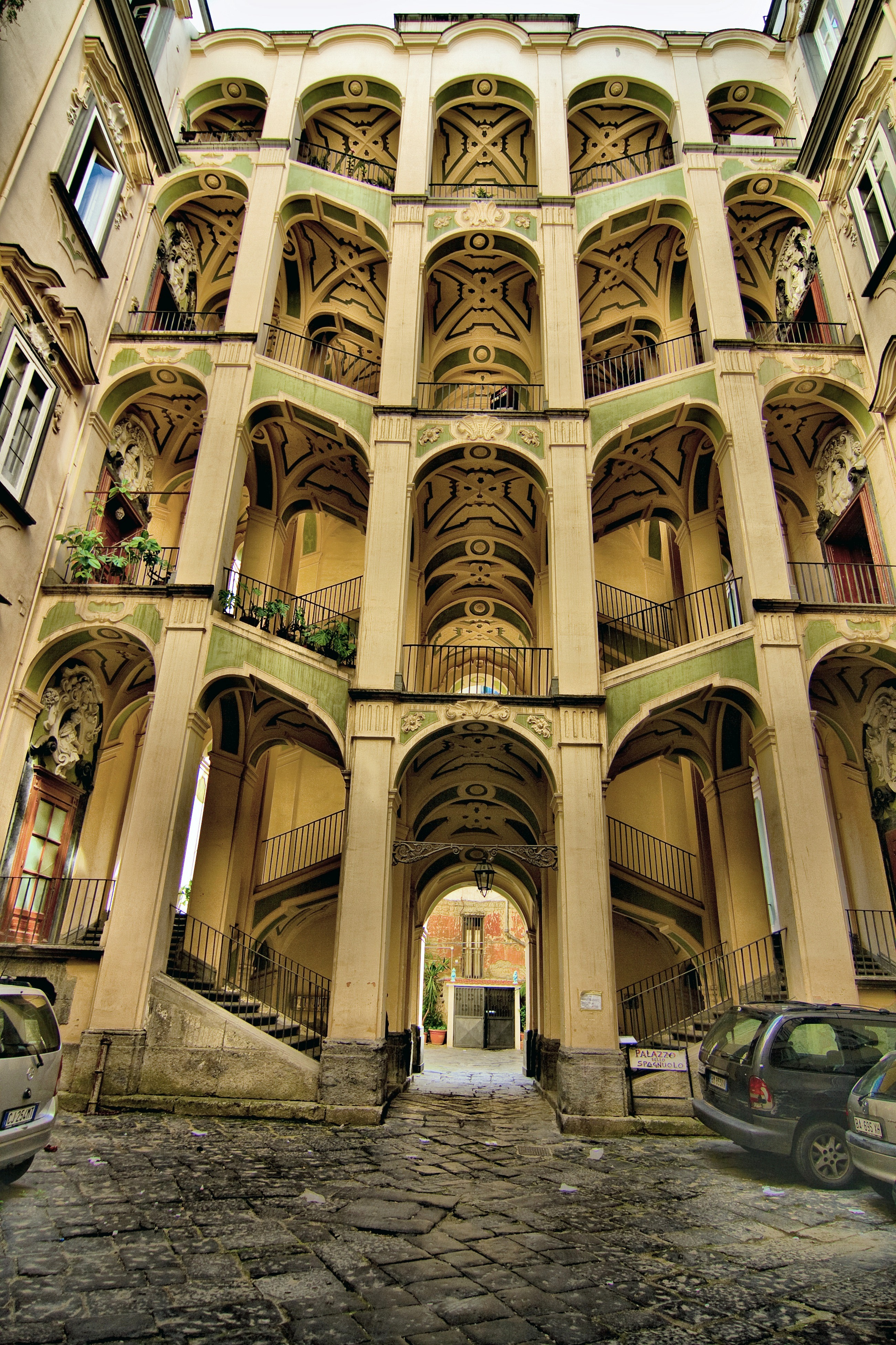
Palazzo dello Spagnolo, scala

Nel 1740, insieme al Tagliacozzi Canale e al Fuga, fu allestita la grande fiera per la nascita del primo figlio del re. In questa occasione costruisce nel largo di fronte al palazzo reale una grande torre a pagoda ispirata alla moda allora molto diffusa delle cineserie. Dal 1741 fu direttore dei lavori del Palazzo dell'Archivio agli Studi e progettò l'apparato effimero nella sala del trono del Palazzo Reale in seguito al corteo orientale dell'inviato ottomano Hagi Hussein Effendì. Al 1742 risalì l'altare della basilica di Santa Chiara. Ristrutturò palazzo Bonito all'Anticaglia i cui lavori terminarono nel 1744.

### Gli ultimi anni
Nel 1744 progettò la cona di marmo nella chiesa di Santa Maria delle Grazie ed eseguita dal marmoraro Domenico Astarita, padre dell'ingegnere architetto Giuseppe Astarita. Il successivo anno fu ricco di eventi, morì la sorella Chiara, dopo il fratello Antonio nel 1736, e la morte di Domenico Antonio Vaccaro, suo antagonista e amico del Sanfelice. In agosto del 1745 disegnò gli intagli del coretto della chiesa di Santa Chiara a Nola e della facciata della chiesa di Santa Maria dei Vergini insieme a Giuseppe Astarita. Nel 1746 disegnò le scene di paesaggi arcadici per il refettorio della Chiesa di San Giuseppe dei Ruffi realizzate dal riggiolaio Gennaro Chiajese.
Con Martino Buonocore, Nicola Tagliacozzi Canale e Antonio Canevari disegnò l'inferriata esterna della basilica dello Spirito Santo e contemporaneamente, insieme a Luca e Bartolomeo Vecchione, la cancellata della cappella di Santa Candida nella chiesa di Sant'Angelo a Nilo. Lavorò nel bosco di Capodimonte nella realizzazione della palazzina della fabbrica di porcellana. Nel 1747 morì il suo maestro Francesco Solimena ed eresse la chiesa di San Gennaro nel bosco di Capodimonte. Le ultime commissioni furono i lavori a Villa Durante ad Ercolano, del Duca di Girifalco e del rifacimento di Palazzo Cassano Ayerbo D'Aragona.
Il Sanfelice morì il 1º aprile 1748 e tre giorni dopo il figlio Camillo organizzò la Castellana, realizzata da Giovanni Grieco, sotto la direzione di Giuseppe Astarita che completò le fabbriche lasciate incomplete dal Sanfelice.

## Curiosità
- A causa delle strutture estremamente esili e all'apparenza destinate a crollare che costruiva, il Sanfelice fu denominato popolarmente "Lievat'a'sott" (trad."Togliti da sotto").
- Discendendo da nobili, ebbe in eredità il marchesato di Torricella, il principato di Viggiano e i ducati di Acquavella e Bagnoli.[4]
- A Melito di Napoli aveva una fattoria con cinquemila maiali neri e una fabbrica di amianto. Il complesso produttivo dei Sanfelice confinava con alcuni monaci che erano infastiditi dall'eccessivo malodore. Questi monaci fecero ammenda al nobile che ammise che la fabbrica di amianto puzzava e inquinava notevolmente l'ambiente. Inoltre lo stesso Sanfelice riteneva che l'amianto fosse anche tossico, ma sbagliò quando si rivolse male ai monaci dicendo che i maiali non inquinavano l'ambiente.[5]
- A pochi metri dal suo palazzo c'è un vico che, fino a poco tempo fa, era chiamato dalla toponomastica comunale come Vico San Felice con allusione al santo. Il 18 febbraio 2011, nell'anniversario della nascita dell'architetto, fu rettificato in Vico Ferdinando Sanfelice.